# Álvaro Navarro
Álvaro Damián Navarro Bica (Tacuarembó, 28 gennaio 1985) è un allenatore di calcio ed ex calciatore uruguaiano, di ruolo attaccante.

## Palmarès

### Giocatore

#### Competizioni nazionali
- Campionato uruguaiano: 1

Defensor Sporting: 2007-2008
- Copa Uruguay: 2

Defensor Sporting: 2022, 2023

### Allenatore

#### Competizioni nazionali
- Copa Uruguay: 1

Defensor Sporting: 2024